# Rubin László
Rubin László (Szeged, 1888. szeptember 5. – Budapest, 1942. április 3.) magyar író, ügyvéd.

## Életpályája
Rubin Albert hódmezővásárhelyi származású kárpitos és Hofmann Hermina gyermeke. Felsőfokú tanulmányait a budapesti és a berlini egyetemen végezte, majd ügyvédi oklevelet szerzett. Az egyik alapító tagja, később elnöke volt a Galilei Körnek. A Huszadik Század, a Századunk és a Szabadgondolat című folyóiratokban jelentek meg cikkei és tanulmányai. 1914. december 19-én Budapesten, a VII. kerületben házasságot kötött Färber Sulamith-tal, Färber Jakab és Weisz Malvina lányával. 1927-ben a Láthatár című folyóirat szerkesztője volt.

## Főbb művei
- A vallás keletkezése (Bp., 1912);
- A Galilei-kör szózata a diákokhoz (Bp., 1914):
- Orbán Pál lázadása (regény, Bp., 1925);
- Egy ember, aki tőke és kamat (regény, Bp., 1927);
- A tizenkét Júdás (elbeszélés, Bp., 1929);
- A halhatatlan vándor (regény, Bp., 1934);
- Arany az utcán (regény, Bp., év nélkül).
- A szocializmus átalakulása.